# Robert Borchert
Robert Borchert – australijski judoka.
Brązowy medalista mistrzostw Oceanii w 1979. Mistrz Australii w 1980 i 1984 roku.